# Вајт Ерт (Минесота)
Вајт Ерт (енгл. White Earth) насељено је место без административног статуса у америчкој савезној држави Минесота.

## Демографија
По попису из 2010. године број становника је 580, што је 156 (36,8%) становника више него 2000. године.
| Група             | 2000.     | 2010.     |
| Белци             | 15 (3,5%) | 29 (5,0%) |
| Афроамериканци    | 0 (0,0%)  | 0 (0,0%)  |
| Азијати           | 0 (0,0%)  | 1 (0,2%)  |
| Хиспаноамериканци | 9 (2,1%)  | 22 (3,8%) |
| Укупно            | 424       | 580       |